# Matthias Ehlert
Matthias Ehlert (* 3. Mai 1967 in Berlin) ist ein deutscher Journalist.

## Leben
Ehlert studierte Philosophie, Germanistik und Geschichte in Berlin. Seit 1992 ist er als Journalist tätig.
Er war Feuilletonredakteur bei der Welt am Sonntag und der Frankfurter Allgemeinen Zeitung.
Von Januar bis Juli 2007 war er Chefredakteur der eingestellten Netzeitung. Später war er Textchef des Architektur- und Designmagazins AD-Architectural Digest. Seit 2012 ist Ehlert im Zeit Verlag als stellvertretender Chefredakteur des Kunstmagazins Weltkunst aktiv.
Ehlert arbeitete auch als Fernsehjournalist und Autor von Dokumentationen.

## Schriften
- Homeoffice. Ein pandemisches Experiment. Carl-Auer Verlag, Heidelberg 2022, ISBN 978-3-8497-0426-1.

## Filmografie
- 1996: Brand (Regie)[2]
- 2017/2018: Partisan (Regie)[2]